# Matador (album)
Pour les articles homonymes, voir Matador (homonymie).
Albums de Mickey 3D
Live à Saint-Étienne
(2004) La Grande Évasion
(2009)
Singles
1. Matador
Sortie : 26 juillet 2005
2. Les Mots
Sortie : 2006

Matador est le quatrième album studio du groupe français Mickey 3D, sorti en 2005 chez leur propre label, Moumkine Music, et distribué par Virgin. Il adopte un ton plus léger que Tu vas pas mourir de rire et est certifié disque de platine en France.

## Historique
Après le succès de Tu vas pas mourir de rire, Mickey 3D a créé son propre label, Moumkine Music, et prend ainsi lui-même en charge la production de son nouvel album, Virgin assurant sa fabrication, sa promotion et sa distribution. Le groupe est ainsi libre d'enregistrer l'album à son rythme. Moumkine veut dire « possible » à la fois en arabe et en russe.
Avec Matador, le groupe veut s'écarter de l'étiquette « artiste engagé » qui lui a été donnée après la sortie de Tu vas pas mourir de rire. Les textes sont moins sombres et moins « donneurs de leçons », selon les mots de Mickaël Furnon, et l'humour est plus présent. Furnon délaisse également le phrasé parlé employé sur le précédent album pour revenir au chant. Le titre de l'album est choisi car quelques morceaux ont une rythmique espagnole et « le monde est plein de matadors qui exécutent des taureaux sans défense ». La pochette reflète aussi cette ambiance espagnole avec ses couleurs rouge en haut et en bas et orange clair au centre qui rappellent le drapeau de l'Espagne. Outre cette influence espagnole, les styles musicaux sont divers avec par exemple un emploi de boîte à rythmes sur Rodéo ou un son de guitare « à la Cure » sur Compte pas sur moi.
Matador est aussi le titre du seul single sorti dans le commerce (Les Mots ayant été seulement diffusé à la radio à titre promotionnel). Cette chanson est une métaphore de la séduction et des rapports de force en amour, l'homme étant représenté par le taureau et la femme par le torero. Le thème de l'enfance, cher à Mickaël Furnon, se retrouve dans les chansons Rodéo et Quand on avait 7 ou 8 ans, alors que Il faut toujours viser la tête est une charge contre l'hégémonisme occidental, et particulièrement américain. Le dernier titre de l'album, Une nuit à la Terre-Plate, est un enregistrement des bruits de la campagne réalisé par Mickaël Furnon au studio de la Terre-Plate, qui n'est autre que sa maison de campagne. Furnon étant superstitieux, il a ajouté cet enregistrement pour que l'album ne compte pas treize titres. Dans une interview donnée à Guitarist Magazine en juillet 2005, Mickaël Furnon affirme avoir l'impression « d'avoir évolué au niveau de l'élaboration des chansons. Les mélodies sont plus fignolées, plus abouties ».

## Tournée
La tournée promotionnelle de l'album commence avec des apparitions dans des festivals estivaux et se poursuit avec une tournée française d'une vingtaine de dates en octobre et novembre 2005. Au printemps 2006, le groupe repart en tournée pour un mois avec des dates en Belgique et en Suisse et conclut avec un concert au Zénith de Paris au mois de mai. Le groupe participe ensuite à des festivals pendant l'été.

## Accueil
L'album se classe à la 3e place du classement des meilleures ventes en France, à la 15e en Belgique francophone et à la 17e en Suisse. Il est certifié disque de platine en France (plus de 200 000 exemplaires vendus) depuis 2006. 
Marc Besse, des Inrockuptibles, écrit que « chaque chanson de ce nouvel album impose un pedigree de tube, révèle un relief audacieux travaillé jusque dans les moindres recoins » et met en avant les titres Matador « drôle et enflammé », « l’intransigeant Il faut toujours viser la tête », et Compte pas sur moi et Les Mots aux « guitares hérissés » qui « sonnent la charge pour six minutes de chevauchée fantastique ». Benjamin D'Alguerre, de Music Story, lui donne 4 étoiles sur 5, affirmant que l'album « s’il reste un reflet des misères du temps et des difficultés sociales de l’époque, n’en renoue pas moins avec la légèreté des grands débuts [du groupe] » et fait « la part belle aux compositions plus fun ». Pour Thierry Colion, du Soir, l'album est d'une « qualité exceptionnelle » avec « treize chansons fortes et profondes » où « le style Furnon, entre humour et grincements de dents, fait fort une fois de plus ». Ludovic Perrin, de Libération, délivre une critique négative, écrivant « Redites, répétitions, faibles mélodies au prisme d'une vision télévisée : dès que la forme se délite, apparaît une pensée qui ne vaut guère mieux que ce qu'elle dénonce ».

## Liste des chansons
Toutes les chansons sont écrites et composées par Mickaël Furnon sauf indication contraire.
| No  | Titre                          | Auteur                             | Durée |
| --- | ------------------------------ | ---------------------------------- | ----- |
| 1.  | Rodéo                          |                                    | 3:05  |
| 2.  | Matador                        |                                    | 3:01  |
| 3.  | Le Sixième Sens                |                                    | 3:16  |
| 4.  | Réveille-toi                   | Mickaël Furnon et Najah El Mahmoud | 3:24  |
| 5.  | La Mort du peuple              |                                    | 3:43  |
| 6.  | Quand on avait 7 ou 8 ans      |                                    | 3:47  |
| 7.  | Il faut toujours viser la tête |                                    | 4:00  |
| 8.  | Sparadrap                      |                                    | 3:07  |
| 9.  | Compte pas sur moi             |                                    | 2:58  |
| 10. | Les Mots                       |                                    | 2:45  |
| 11. | Le Tube de l'été               |                                    | 2:56  |
| 12. | La Chasse à la vipère          |                                    | 4:10  |
| 13. | Les Lumières dans la plaine    |                                    | 3:57  |
| 14. | Une nuit à la Terre-Plate      |                                    | 3:50  |

Il existe dans une édition limitée contenant un DVD, m3d par m3d, histoire d'un disque.

## Crédits
- Mickaël Furnon – chant, guitare, samples, clavier,
- Aurélien Joanin – batterie, percussions, basse
- Najah El Mahmoud – clavier, accordéon, chant, piano
- Bruno Preynat - production et mixage, guitare sur Les Mots et Compte pas sur moi, chœurs sur Quand on avait 7 ou 8 ans